# 三氟化钚
三氟化钚是一种由钚元素和氟元素形成的无机化合物，化学式为PuF3。它是一种紫色晶体。三氟化钚具有LaF3型结构，其中钚的配位几何为三侧锥三角柱型。

## 反应
三氟化钚的沉淀方法已研究出来，用于替代典型的过氧化钚法从溶液中提取钚，后者是核燃料后处理工厂常用的方法。一项1957年洛斯阿拉莫斯国家实验室的研究表明这比传统方法效率低一些，而晚些年美国科技信息办公室的研究表明这是最有效的方法之一。
三氟化钚可用于生产钚镓合金，可以避免使用更难处理的金属钚。